# Talsperre Burga
Die Talsperre Burga (portugiesisch Barragem da Burga) liegt in der Region Nord Portugals im Distrikt Bragança. Sie staut den Burga, einen rechten (nördlichen) Nebenfluss des Sabor zu einem Stausee auf. Die Kleinstadt Alfândega da Fé befindet sich ungefähr sechs Kilometer südöstlich der Talsperre.
Mit dem Projekt zur Errichtung der Talsperre wurde im Jahre 1972 begonnen. Der Bau wurde 1978 fertiggestellt. Die Talsperre dient der Bewässerung. Sie ist im Besitz von DRATM.

## Absperrbauwerk
Das Absperrbauwerk ist ein Staudamm mit einer Höhe von 35 m über der Gründungssohle (28 m über dem Flussbett). Die Dammkrone liegt auf einer Höhe von 331,5 m über dem Meeresspiegel. Die Länge der Dammkrone beträgt 353 (bzw. 300) m und ihre Breite 8 m. Das Volumen des Staudamms umfasst 436.000 m³.
Der Staudamm verfügt sowohl über einen Grundablass als auch über eine Hochwasserentlastung. Über den Grundablass können maximal 13,4 m³/s abgeleitet werden, über die Hochwasserentlastung maximal 130 m³/s. Das Bemessungshochwasser liegt bei 190 m³/s; die Wahrscheinlichkeit für das Auftreten dieses Ereignisses wurde mit einmal in 500 Jahren bestimmt.

## Stausee
Beim normalen Stauziel von 329 m (maximal 330,5 m bei Hochwasser) erstreckt sich der Stausee über eine Fläche von rund 0,161 km² und fasst 1,539 Mio. m³ Wasser – davon können 1,383 Mio. m³ genutzt werden. Das minimale Stauziel liegt bei 307 m.